# Mikroregion Šumavské podhůří
Mikroregion Šumavské podhůří je pouze na základě Dohody o sdružení obcí – pracovní skupina místních samospráv v okresu Prachatice, jeho sídlem je Vacov a jeho cílem je řešení společných problémů obcí nad rámec svého území a možnost čerpání dotací z POV. Sdružuje celkem 4 obce a byl založen v roce 1999.

## Obce sdružené v mikroregionu
- Nicov
- Stachy
- Vacov
- Zdíkov